# Jean-François Richard
Ne doit pas être confondu avec Jean-François Rischard.
Pour les articles homonymes, voir Richard.
Jean-François Richard, né le 23 octobre 1967 à Mont-Saint-Aignan (France), est un joueur de football français.

## Biographie
Né dans la région rouennaise, Jean-François Richard est formé au FC Rouen, où il évolue en tant que défenseur pendant neuf saisons en équipe première, dont huit en deuxième division du championnat de France.
À la relégation du club en National 1 en 1994, il est recruté par Amiens SC où il est titulaire pendant trois saisons. Il est élu meilleur joueur de D2 et reçoit l'étoile d'or du meilleur joueur par France football[réf. souhaitée].
En 1997, il signe à l'US Créteil, en D3, avec lequel il remonte en deuxième division en 1999. Libéro et capitaine, il est pourtant écarté en fin de saison. Il est libéré de sa dernière année de contrat et termine sa carrière sur une dernière pige au Racing Club de Paris.
Il compte à la fin de sa carrière 341 apparitions en Division 2.